# Гожуловский сельский совет
Гожуловский сельский совет (укр. Гожулівська сільська рада) — входит в состав
Полтавского района
Полтавской области
Украины.
Административный центр сельского совета находится в 
с. Гожулы.

## Населённые пункты совета
- с. Гожулы
- с. Андреевка
- с. Биологическое
- с. Зоревка

## Ликвидированные населённые пункты совета
- Рыбцы. Постановлением Президиума Верховного Совета Украинской ССР 5266-XI от 26.01.1988 село Рыбцы Гожуловского сельсовета Полтавского района вместе с прилегающими землями включено в черту города Полтавы.